# Scarponnois
Das Scarponnois ist eine ehemalige Gaugrafschaft im heutigen französischen Département Meurthe-et-Moselle. Sein Zentrum war der Ort Dieulouard; das Gebiet bekam seinen Namen nach der gallorömischen Siedlung Scarpone, die an einem der wenigen Übergänge über die Mosel lag.
Ein Pagus Scarponensis wird – innerhalb der Gründungsakten der Abtei Gorze – bereits im Jahr 748 erwähnt. Ende des 9. Jahrhunderts gehört das Scarponnois als Grafschaft zu Lotharingien. Ein halbes Jahrhundert später kommt sie in den Besitz der Wigeriche. Im Jahr 997 tritt Friedrich, Sohn von Gottfried der Gefangene, Graf von Verdun, das Scarponnois an Haimon, Bischof von Verdun ab, den Gründer des Ortes „Dieu-le-Wart“ (Dieulouard); die Abtretung wurde mit dem Tod Friedrichs im Jahr 1022 wirksam.

## Grafen im Scarponnois
- Richwin, Graf im Scarponnois; ⚭ Hildegard von Egisheim, Tochter von Hugo VI., Graf im Nordgau (Etichonen)
- Ludwig von Mousson, Graf, Herr von Mousson im Scarponnois, † 1073/76, Sohn Richwins